# Vladimir Shemetov
Vladimir Shemetov (Unión Soviética, 9 de marzo de 1964) es un nadador soviético retirado especializado en pruebas de estilo libre y estilo espalda, donde consiguió ser subcampeón olímpico en 1980 en los 4 x 100 metros estilos.

## Carrera deportiva
En los Juegos Olímpicos de Moscú 1980 ganó la medalla de plata en los relevos de 4 x 100 metros estilos, con un tiempo de 3:45.92 segundos, tras Australia (oro) y por delante de Reino Unido (bronce), siendo sus compañeros de equipo los nadadores: Viktor Kuznetsov, Arsens Miskarovs, Yevgeny Seredin, Sergey Kopliakov, Aleksandr Fedorovsky, Aleksey Markovsky y Sergey Krasyuk.